# Alec B. Francis
Alec B. Francis (2 de dezembro de 1867 – 6 de julho de 1934) foi um ator inglês, em grande parte da era do cinema mudo. Ele atuou em 241 filmes entre 1911 e 1934. Ele nasceu em Londres e morreu em Hollywood, Califórnia.

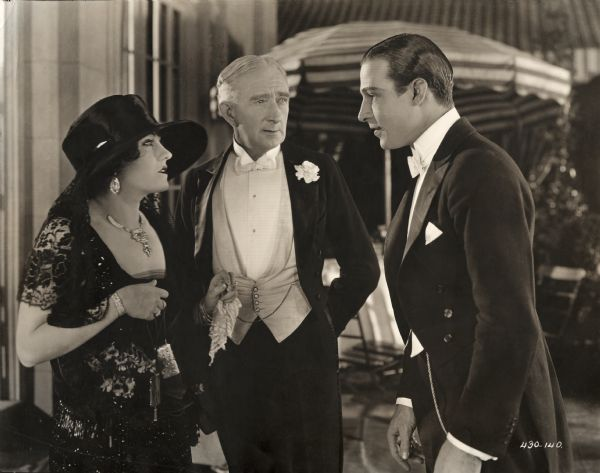
Theodora Fitzgerald e o pai dela, o Capitão Fitzgerald (interpretada por Gloria Swanson e Alec B. Francis) falam com Lorde Hector Bracondale (Rodolfo Valentino) em uma cena do filme mudo Beyond the Rocks (1922).

## Filmografia selecionada
- Saved from the Titanic (1912)
- Robin Hood (1912)
- The Wishing Ring: An Idyll of Old England (1914)
- The Auction Block (1917)
- The Glorious Adventure (1918)
- The World and Its Woman (1919)
- Flame of the Desert (1919)
- The Paliser Case (1920)
- Earthbound (1920)
- The Great Moment (1921)
- North of the Rio Grande (1922)
- Beyond the Rocks (1922)
- Is Divorce a Failure? (1923)
- A Gentleman of Leisure (1923)
- Three Wise Fools (1923)
- The Gold Diggers (1923)
- The Eternal Three (1923)
- Beau Brummel (1924)
- Listen Lester (1924)
- A Thief in Paradise (1925)
- The Mad Whirl (1925)
- Man and Maid (1925)
- The Coast of Folly (1925)
- The Circle (1925)
- Thank You (1925)
- Tramp, Tramp, Tramp (1926)
- 3 Bad Men (1926)
- Camille (1926)
- The Little Snob (1928)
- The Lion and the Mouse (1928)
- The Terror (1928)
- Evangeline (1929)
- Evidence (1929)
- The Mississippi Gambler (1929)
- The Bishop Murder Case (1930)
- The Case of Sergeant Grischa (1930)
- Murder Will Out (1930)
- Outward Bound (1930)
- Feet First (1930)
- Captain Applejack (1931)
- Stout Hearts and Willing Hands (1931)
- Mata Hari (1931)
- Arrowsmith (1931)
- The Last Mile (1932)
- Oliver Twist (1933)
- Looking Forward (1933)
- His Private Secretary (1933)
- Alice in Wonderland (1933)
- The Mystery of Mr. X (1934)